# Placówka Straży Celnej „Pawłów” (Bielszowice)

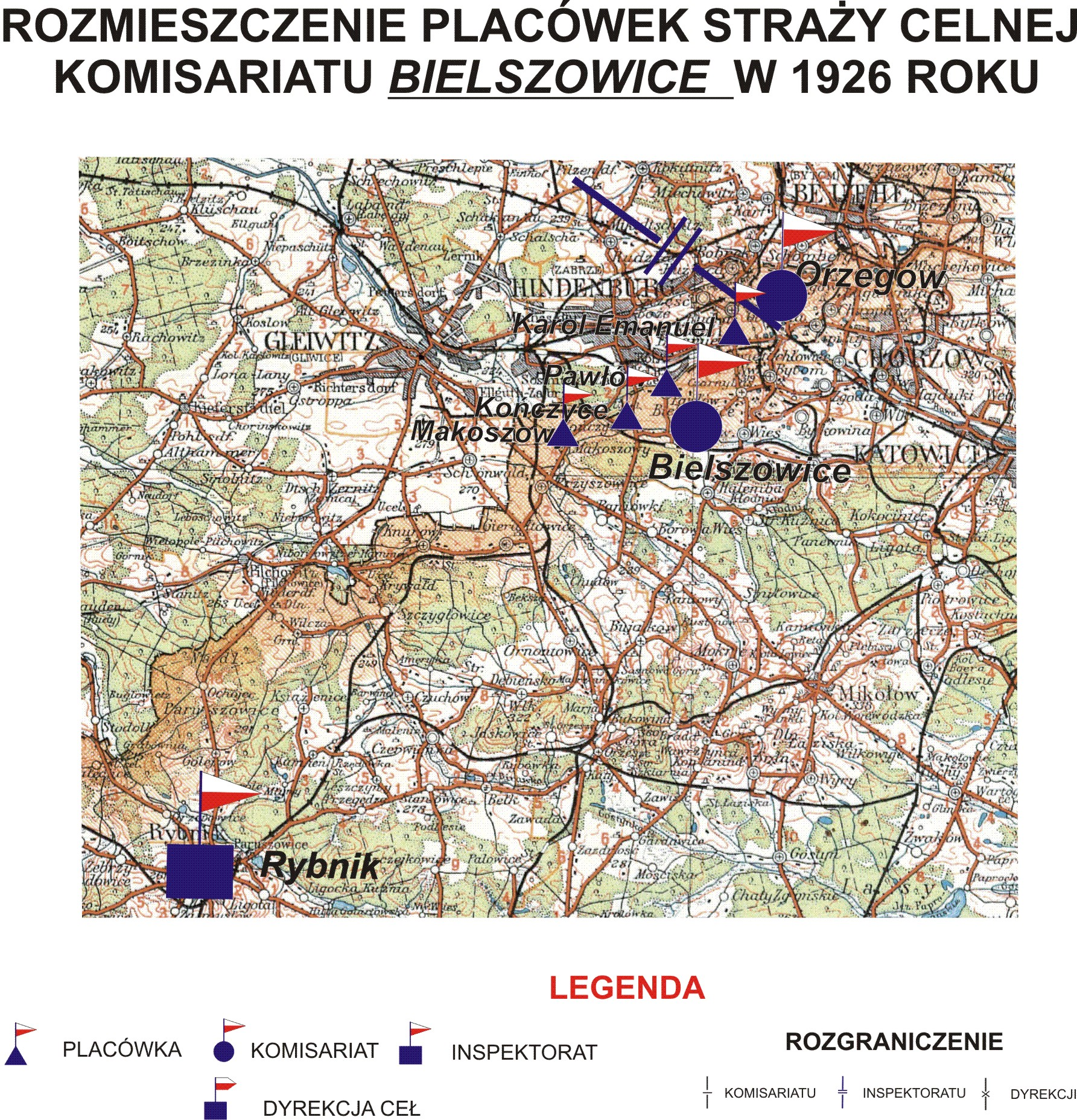
Rozmieszczenie placówek SC Komisariatu Bielszowice w 1926

Placówka Straży Celnej „Pawłów” – jednostka organizacyjna Straży Celnej pełniąca w okresie międzywojennym służbę ochronną na granicy polsko-niemieckiej.

## Formowanie i zmiany organizacyjne
Na wniosek Ministerstwa Skarbu, uchwałą z 10 marca 1920 roku, powołano do życia Straż Celną. Od połowy 1921 roku jednostki Straży Celnej rozpoczęły przejmowanie odcinków granicy od pododdziałów Batalionów Celnych. Proces tworzenia Straży Celnej trwał do końca 1922 roku. Placówka Straży Celnej „Pawłów” weszła w podporządkowanie komisariatu Straży Celnej „Bielszowice” z Inspektoratu SC „Rybnik”.
W drugiej połowie 1927 roku przystąpiono do gruntownej reorganizacji Straży Celnej. W praktyce skutkowało to rozwiązaniem tej formacji granicznej. Ochronę północnej, zachodniej i południowej granicy państwa przejęła powołana z dniem 2 kwietnia 1928 roku Straż Graniczna.
Rozkazem nr 4 z 30 kwietnia 1928 roku w sprawie organizacji Śląskiego Inspektoratu Okręgowego dowódca Straży Granicznej gen. bryg. Stefan Pasławski powołał komisariatu SG „Paniówki”. Placówka Straży Granicznej I linii „Pawłów” znalazła się w jego strukturze.

## Funkcjonariusze placówki
Kierownicy placówki
| stopień    | imię i nazwisko, numer    | okres pełnienia służby | kolejne stanowisko |
| ---------- | ------------------------- | ---------------------- | ------------------ |
| przodownik | Florian Ziętkowiak (1147) | był w 1926             |                    |

Obsada personalna placówki w 1926:
- przodownik Florian Ziętkowiak (1147)
- starszy strażnik Jan Pietrek (767)
- starszy strażnik Walenty Kożuszek (430)
- starszy strażnik Piotr Linek (562)
- starszy strażnik Antoni Chwiłkowski (129)
- starszy strażnik Jan Dwornik (173)
- strażnik Ignacy Długosz (168)
- strażnik Wiktor Piechaczek (823)
- strażnik Franciszek Jakóbek (377)
- strażnik Piotr Kłyk (463)
- strażnik Antoni Krzyżostoniak (444)